# Ciamannacce
Ciamannacce település Franciaországban, Corse-du-Sud megyében. Lakosainak száma 130 fő (2022. január 1.). Ciamannacce Bastelica, Cozzano, Palneca, Sampolo, Tasso és Zicavo községekkel határos.

## Népesség
A település népességének változása:
| Lakosok száma | 160  | 115  | 93   | 129  | 134  | 134  | 133  | 133  | 133  | 130  |
|               | 1968 | 1982 | 1990 | 2006 | 2013 | 2015 | 2017 | 2019 | 2020 | 2022 |